# カマイルカ属
カマイルカ属（鎌海豚属）は、クジラ目ハクジラ亜目マイルカ科に属する属の一つ。カマイルカ属は 6 種で構成される。カマイルカ属の中ではハナジロカマイルカが最も大きな種類であり、成体の体長は約 3 mに達する。逆に最も小さいのはダンダラカマイルカの 1.8 mである。ハナジロカマイルカは北極圏に近い北の寒い海域に生息し、ダンダラカマイルカは南極の氷床に近い南の寒い海域に生息する。カマイルカは日本近海の温暖な海域に生息し、日本人にとって最も馴染み深いイルカの一つである。

## 分類
遺伝子解析の結果によれば、カマイルカ属はイロワケイルカ属を内包するため側系統であるとされる。
カマイルカ属 Lagenorhynchus
- カマイルカ Pacific White-sided Dolphin, Lagenorhynchus obliquidens
- ハナジロカマイルカ White-beaked Dolphin, Lagenorhynchus albirostris
- タイセイヨウカマイルカ Atlantic White-sided Dolphin, Lagenorhynchus acutus
- ハラジロカマイルカ Dusky Dolphin, Lagenorhynchus obscurus
- ミナミカマイルカ Peale's Dolphin (Black-chinned Dolphin), Lagenorhynchus australis
- ダンダラカマイルカ Hourglass Dolphin, Lagenorhynchus cruciger

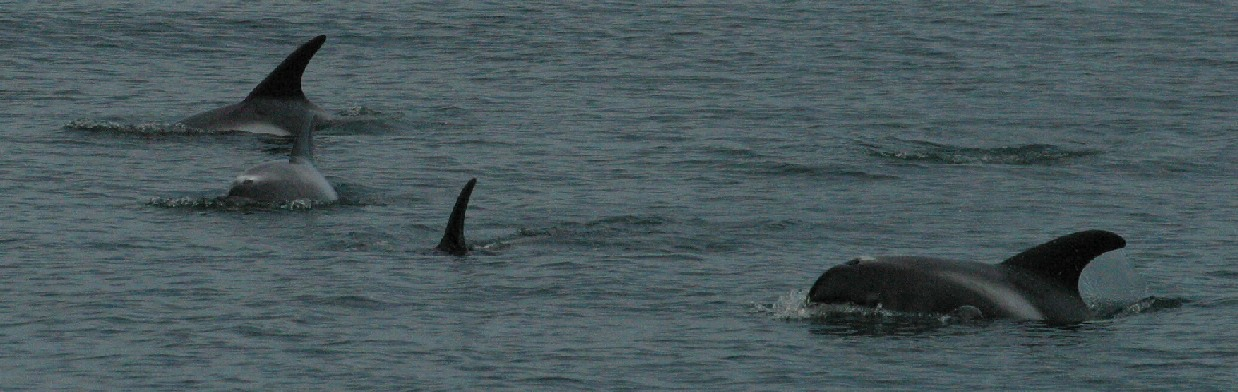
ハナジロカマイルカ
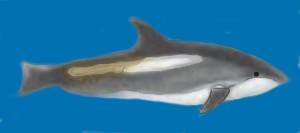
タイセイヨウカマイルカ
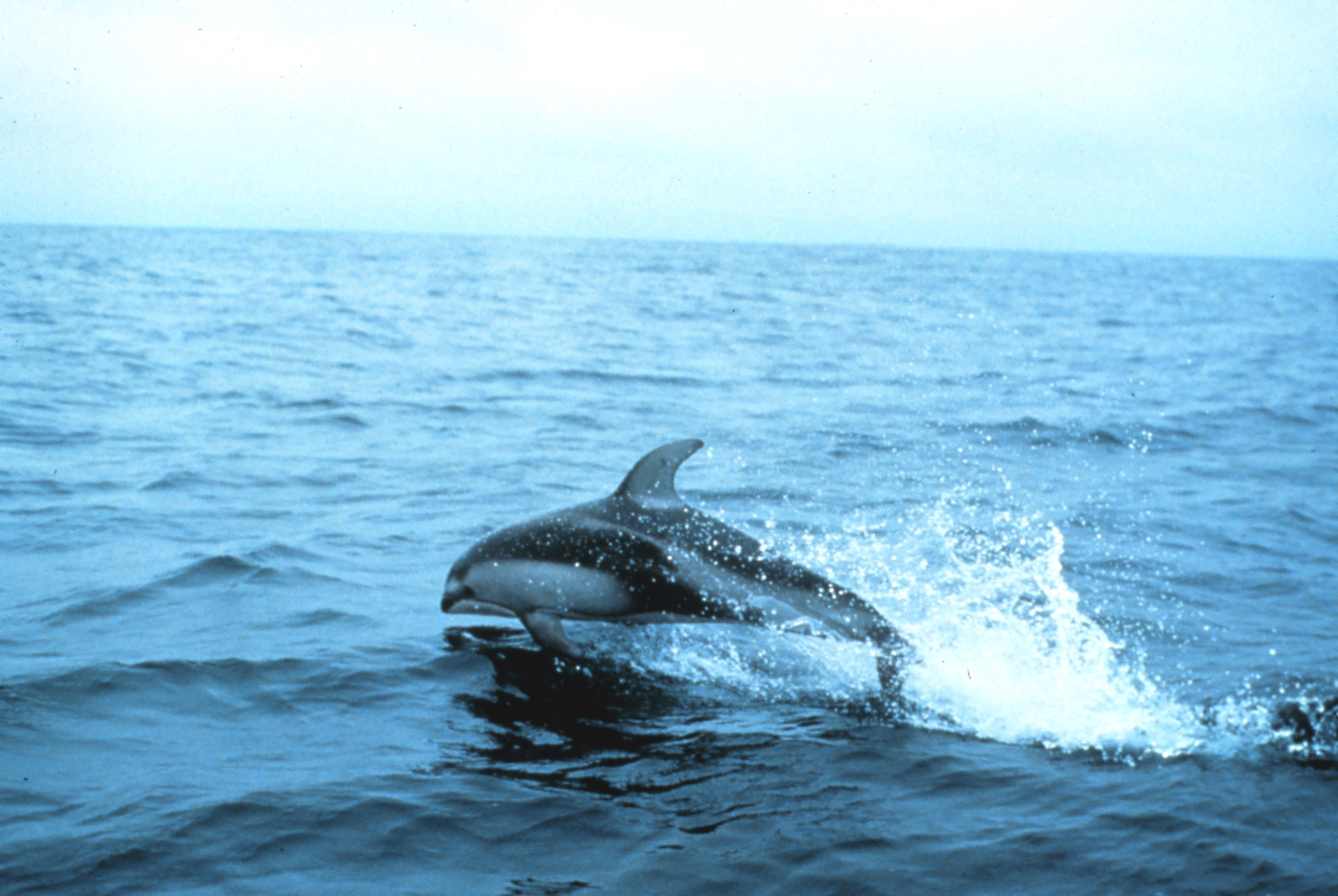
カマイルカ
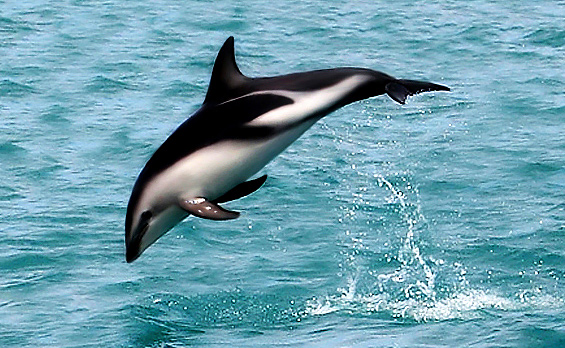
ハラジロカマイルカ
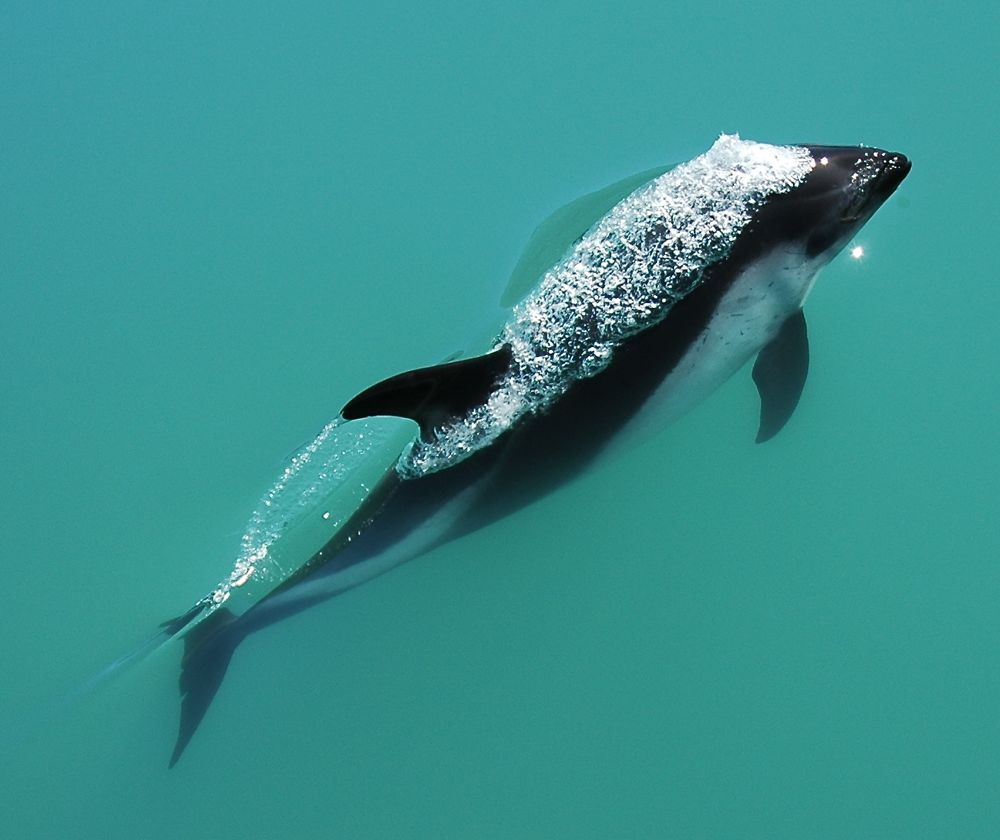
ミナミカマイルカ